# Klaas-Jan Huntelaar
Dirk Jan Klaas Huntelaar, dit Klaas-Jan Huntelaar (prononcé en néerlandais : [ˌklaːˌʃɑn ˈɦʏntəlaːr]), né le 12 août 1983 à Drempt aux Pays-Bas, est un ancien footballeur international néerlandais, qui évoluait au poste d'avant-centre.
Surnommé The Hunter, Huntelaar fait partie de la sélection néerlandaise qui remporte l'Euro 2006 des moins de 21 ans, lors duquel il termine meilleur buteur (4 buts) et est nommé dans l'équipe type. Il est le meilleur buteur de l'histoire de l'équipe des Pays-Bas espoirs avec 18 buts en 22 matchs. Vainqueur des coupes et supercoupes des Pays-Bas et d'Allemagne, il parvient en 2010 à la finale de la Coupe du monde du football en Afrique du Sud, que son équipe perd, mais également à la troisième place de l'édition suivante au Brésil. Il fait partie du Club van 100 de l'Ajax.

## Biographie

### Carrière en club

#### Formation
Klaas-Jan Huntelaar, né le 12 août 1983 à Drempt, rejoint avec ses deux frères l'équipe locale de football VV H. en K à l'âge de cinq ans. À onze ans, il intègre le centre de formation de De Graafschap, son premier contrat jeune. Pendant son passage à Graafschap, il joue dans plusieurs positions, telles qu'ailier gauche, arrière gauche et même gardien de but. C'est seulement lors de sa troisième année qu'il s'installe en tant qu'avant-centre dans l'équipe C. Il marque 33 buts en 20 matchs et est promu dans l'équipe B. La saison suivante, il marque à nouveau 31 buts. Ce talent de buteur ne laisse pas insensibles les recruteurs du PSV Eindhoven et ces derniers le recrutent en juin 2000.

#### Débuts en pro à Eindhoven (2002-2004)
Le natif de Drempt rejoint le centre de formation du PSV Eindhoven. Lors de sa première saison avec l’équipe junior, le jeune Huntelaar est très prolifique et marque 26 buts en 23 matches ce qui fait de lui le meilleur buteur. Pendant sa deuxième saison, il fait ses débuts en équipe première, alors entraînée par le Néerlandais Guus Hiddink, le 23 novembre 2002, en remplaçant Mateja Kežman à un quart d’heure de la fin du match contre le RBC Roosendaal (victoire 0-3). Ce sera sa seule apparition avec le club d’Eindhoven.

#### Prêt à De Graafschap (2003)
Lors de la deuxième moitié de la saison 2002-2003, il retourne à De Graafschap en prêt. Cependant, l'accès à l'équipe pro est sérieusement compromis. À de Graafschap, où son oncle est directeur financier, il est considéré comme le remplaçant de Hans van de Haar. Il apparait la première fois dans sa nouvelle équipe le 8 février 2003 lors du match opposant de Graafschap à Roosendaal. Sa seule titularisation date du 16 février 2003 et une défaite 1-5  contre sa future équipe SC Heerenveen. Sa dernière apparition avec le club néerlandais date du 29 mai 2003, lorsque le club s'incline face au FC Zwolle, une défaite qui confirme la rétrogradation de l'Eredivisie.
Finalement, Huntelaar ne dispute que 9 matchs en Eredivisie sans marquer le moindre but. Il n'a été qu'une seule fois titulaire et il n'a pas été capable de convaincre le club de le garder, par conséquent son prêt n'est pas prolongé.

#### Prêt à AGOVV Apeldoorn (2003-2004)
Après un premier prêt décevant, il est de nouveau prêté la saison suivante, à l'AGOVV Apeldoorn, un club évoluant en deuxième division. L'attaquant fait de bons débuts, il marque dès son premier match contre FC Oss il permet à son club d'obtenir des points précieux et marque beaucoup de buts, dont un hat-trick face à Heracles Almelo. Finalement, Huntelaar marque 26 buts en 35 apparitions et finit la saison en tant que meilleur buteur mais aussi en tant que meilleur joueur de la deuxième division. Aujourd'hui encore le club néerlandais continue de rendre hommage à l'international néerlandais.
Cette saison 2003-2004 est donc celle de la saison de la révélation pour Huntelaar. Le club d'Eindhoven lui propose alors un nouveau contrat, mais veut encore le prêter pendant une saison.

#### Révélation au SC Heerenveen (2004-2006)
Huntelaar, alors âgé de 21 ans, refuse de signer le contrat proposé par le PSV et préfère s’engager avec le SC Heerenveen, qui a déjà révélé plusieurs grands buteurs par le passé. Il marque dès ses débuts contre AZ Alkmaar. Il réalise son premier doublé le 18 septembre 2004, lors d'un match de championnat face au NAC Breda. Il contribue ainsi à la victoire des siens par trois buts à zéro.
À la trêve hivernale, il totalise 10 buts en 17 matches. Il termine sa première saison à Heerenveen avec 17 buts en 31 matchs en Eredivisie, ce qui fait de lui le cinquième meilleur buteur du championnat. Grâce à ses buts, il permet à son club de remporter plusieurs matches décisifs, mais aussi de se qualifier pour la coupe de l'UEFA,.
Lors du début de la saison suivante, il marque plus d’un but par match : 17 buts en 15 matchs !

#### Confirmation à l'Ajax Amsterdam (2006-2009)

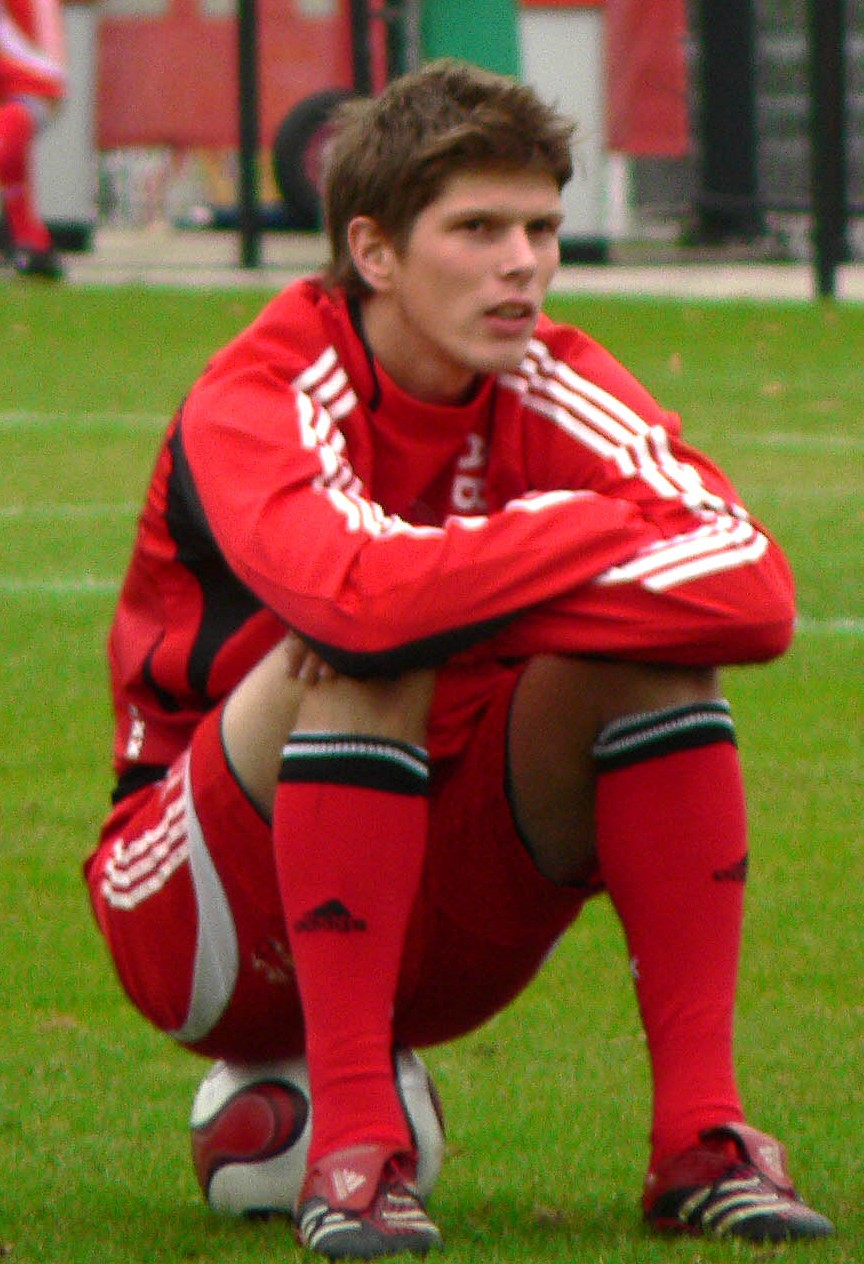
Huntelaar sous le maillot de l'Ajax Amsterdam en 2006.

Ceci lui permet de rejoindre l’Ajax Amsterdam, le club de son cœur, en janvier 2006 pour un transfert alors estimé à 9 millions d’euros, un record aux Pays-Bas pour un transfert interne mais également un record pour l’Ajax. Huntelaar marque son premier but le 5 février 2006 contre son ancien club SC Heerenveen pendant un match de coupe. Ensuite, il marque contre l'Inter Milan en Ligue des champions pour ses débuts dans cette compétition. Il termine donc la saison avec l’Ajax, en marquant 16 buts en autant de matchs. Au total, avec 33 buts en 31 matchs, il obtient facilement le titre de meilleur buteur de l’Eredivisie 2005-2006. Cette saison-là, il remporte également la Coupe des Pays-Bas et l’Euro Espoir avec les Pays-Bas, en terminant meilleur buteur de la compétition (4 buts). Par ailleurs, l'Ajax termine deuxième dans l'Eredivisie et doit jouer les plays-off pour se qualifier pour la ligue des champions.
Huntelaar joue un grand rôle pour son équipe lors des plays-off, notamment contre Feyenoord, et le FC Groningue. Ces victoires garantissent la qualification pour la coupe aux grandes oreilles. Lors de la demi-finale de la coupe des Pays-Bas, il inscrit un retourné acrobatique contre Roda JC dans le temps additionnel et arrache la prolongation. Il inscrira un autre but à la 109e minute, le score final sera de 4-1 pour l'Ajax. En finale, Huntelaar s'offre un doublé contre son ancien club, le PSV Eindhoven pour donner la coupe à son club, le résultat étant de 2-1 
Il est le joueur de l'année dans son club.
En juillet 2006, le buteur néerlandais devient le premier joueur à marquer dans le nouveau stade d'Arsenal Football Club, l'Emirates Stadium lors du jubilé de son compatriote Dennis Bergkamp. Il est nommé vice-capitaine de son équipe pour sa première saison complète avec le club d'Amsterdam. Il inscrit à nouveau les deux buts de son équipe pour la victoire contre le FC Copenhague du tour préliminaire pour la ligue des champions. Malheureusement pour lui, son club s'incline 2-0 au retour et est donc reversé en coupe de l'UEFA. Là aussi, Huntelaar brille et inscrit 7 buts en 7 apparitions. En Eredivisie, Klaas marque 21 buts et l'Ajax termine à nouveau deuxième. Son équipe doit à nouveau passer par les plays-off. À nouveau, l'attaquant signe un doublé contre Heerenveen qui parachève la victoire 4-1 de l'ancien club de Johan Cruijff. En finale, l'AZ Alkmaar est balayé 4-2 sur l'ensemble des deux matches, Amsterdam se qualifie à nouveau pour le tour préliminaire de la plus prestigieuse des coupes européennes. En coupe, Huntelaar marque 4 buts en 6 matches, dont l'égalisation contre Alkmaar en finale. L'issue de ce match se décidera aux tirs au but, et la coupe revient aux joueurs de l'Ajax, avec une victoire 8-7.
Finalement, le rythme du buteur ajacide a baissé un peu : 21 buts en 32 matchs. Il n’est pas sur le podium des meilleurs buteurs de la saison 2006-2007, mais remporte tout de même une deuxième Coupe des Pays-Bas. Toute compétition confondue son total s'élève à 36 buts en 51 apparitions.
Dès le premier match de la saison 2007-2008 en Eredevisie, l'avant-centre s'offre un quadruplé contre le promu de Graafschap (victoire finale 8-1).
Après la retraite de Jaap Stam en octobre 2007, Huntelaar a été le capitaine provisoire, en l'attente du retour de l'expérimenté milieu de terrain Edgar Davids. Lors de sa courte campagne européenne, l'Ajax est de nouveau éliminé au stade du tour préliminaire en ligue des champions. Huntelaar rate même un penalty lors du match aller contre le Slavia Prague. Reversé en coupe de l'UEFA, le club quitte la compétition par la petite porte dès le premier tour à cause de sa défaite face au Dinamo Zagreb lors du match retour, malgré un doublé de l'international néerlandais. 
Le 6 avril 2008, Huntelaar a marqué son 100e but en Eredivisie avec un coup du chapeau à nouveau contre son ancien club de Graafschap (victoire finale de l'Ajax 4-1).
Avant les 25 ans, seuls Dennis Bergkamp et Dirk Kuyt avaient été en mesure d'accomplir cet exploit.
Malgré une saison vierge de trophées pour l’Ajax, il termine une deuxième fois meilleur buteur de l’Eredivisie lors de la saison 2007-2008, avec 33 buts en 34 matchs. Il devient le premier joueur du club d'Amsterdam de moins de 25 ans à inscrire plus de 30 buts en une seule saison en Eredevisie depuis Marco van Basten en 1987,.
Lors du mercato d'été de 2008, Marco van Basten est nommé comme entraîneur de l'Ajax et a nommé Huntelaar comme le capitaine permanent de l'équipe. Huntelaar a marqué neuf buts dans 15 apparitions toutes compétitions confondues, jusqu'à sa blessure après avoir ouvert le score contre le Sparta Rotterdam le 9 novembre 2008, ce sera son dernier match pour l'Ajax. Le bilan est dur : déchirure d'un ligament de la cheville. Il ne jouera plus pendant 8 semaines.
Au total, il a marqué 105 buts en 136 matchs pour l’Ajax Amsterdam, dont 76 buts en 92 matchs de championnat.

#### Départ à l'étranger: Real Madrid (2009)

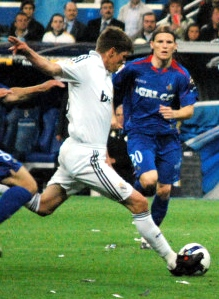
Huntelaar jouant pour le Real Madrid.

Le 2 décembre 2008, Huntelaar est officiellement transféré au Real Madrid où il portera le numéro 19. Huntelaar vient combler l'absence de son compatriote Ruud van Nistelrooy, blessé jusqu'à la fin de la saison. Le montant de la transaction se compose d'une somme fixe de 20 millions d'euros et d'un complément conditionnel de 7 millions d'euros, portant le total à 27 millions d'euros,,.
Le Néo-Madrilène fait ses débuts le 4 janvier 2009 contre Villarreal à Santiago-Bernabéu et joue 56 minutes. Il fera quatre nouvelles apparitions en tant que remplaçant avant d'inscrire son premier but lors de la victoire des galactiques 4-0 contre Sporting Gijón,. Un des problèmes majeurs d'Huntelaar est le fait qu'il ne peut pas jouer en Ligue des champions, à cause de sa participation en coupe UEFA avec l'Ajax. Pour sa première saison madrilène, les statistiques du buteur sont plus qu'honorables : 8 buts en 20 apparitions dont seulement 13 en tant que titulaire,.

#### Milan AC (2009-2010)
Le 6 août 2009, il s'engage pour 4 saisons avec le club italien du Milan AC, pour un montant de 15 millions d'euros (plus des bonus) (dont 7,5 reviennent à l'Ajax Amsterdam selon une clause) et un salaire de 3 millions d'euros net par an,,.
Son premier match pour le club milanais se passe le 14 août 2009 pendant le tournoi amical Trophée TIM, sans marquer de but. Ses débuts en série A sont retardés à cause d'une suspension qu'il a encouru au Real. C'est donc le 29 août que la série A le découvre lors de l'humiliation 4-0 face au rival l'inter Milan. Après des premiers matches poussifs, c'est le 29 novembre 2009 qu'il ouvre son compteur but contre Calcio Catane après être entré à la 84e minute.
Sa saison se termine avec un total de 7 buts en 21 matches, ce qui est un rendement assez faible.

#### Schalke 04 (2010-2017)
Avec l'arrivée de l'attaquant suédois Zlatan Ibrahimović, son avenir dans le club milanais s'assombrit et il décide de rejoindre l'Allemagne et Schalke 04 pour un montant avoisinant les 14 millions d'euros. Il retrouvera donc son ancien coéquipier et légende du Real Madrid, Raúl González.
Huntelaar inscrit son premier but pour Schalke le 19 septembre 2010, lors d'un derby face au Borussia Dortmund. Titulaire et unique buteur de son équipe, il ne peut empêcher la défaite des siens (1-3 score final). Il est l'auteur d'un doublé en Ligue des champions face à l'Olympique lyonnais le 24 novembre 2010, permettant à son équipe de s'imposer largement par trois buts à zéro.
Il prend rapidement ses marques au sein de ce club, puisqu'à la date du 13 novembre 2010 (12e journée de Bundesliga), il a inscrit 7 buts en 10 matchs. La suite de la saison fut en revanche chaotique, à l'image des performances du club en championnat (13e avec un seul but marqué. Il remporte néanmoins la Coupe d'Allemagne en inscrivant un doublé en finale face à Duisburg (5-0).
La saison 2011-2012 débute en trombes pour Klaas-Jan. Au cours d'un match comptant pour le premier tour de la Coupe d'Allemagne, il réussit un quadruplé et son équipe s'impose sur le score de 11-1 face à la modeste équipe de Teningen. Il inscrit ensuite trois buts lors de la deuxième journée de Bundesliga contre Cologne. Il poursuit sa marche en avant en marquant un autre but face à Mayence le week-end suivant. En Ligue Europa il récidive en réalisant un nouveau quadruplé contre le HJK Helsinki. Il termine meilleur buteur du championnat à l'issue de cet exercice, devançant Mario Gómez du Bayern Munich, avec un total de 29 buts en 32 rencontres, meilleure performance depuis Karl-Heinz Rummenigge en 1981. Il bat en outre son record personnel de réalisations toutes compétitions confondues en inscrivant 48 buts contre 41 en 2005-2006.
À la suite d'une saison 2012-2013 entachée de plusieurs pépins physiques, Huntelaar est victime d'une rupture du ligament interne du genou droit en août 2013 après 2 journées disputées dans la nouvelle saison. Il revient à son niveau habituel pour le reste de la saison, et enchaîne les bons résultats en 2013-2014. Essentiel pour le club allemand, Huntelaar améliore encore ses performances techniques lors de la saison 2014-2015. Il est l'un des quatre grands attaquants néerlandais évoluant pour un club allemand, avec Robben pour le Bayern, Dost pour Wolfsbourg et Van der Vaart pour Hambourg.

#### Deuxième passage à l'Ajax Amsterdam (2017-2021)
En fin de contrat à Schalke 04, Klaas-Jan Huntelaar fait son retour à l'Ajax le 1er juin 2017 et s'engage pour une saison. À son arrivée il affirme son ambition de devenir champion des Pays-Bas. Il est toutefois prévu que Kasper Dolberg soit l'attaquant numéro un de l'Ajax. 
En janvier 2018, il se distingue dans De Klassieker, la rencontre avec le rival du Feyenoord Rotterdam. En effet Huntelaar entre dans le top 5 des meilleurs buteurs lors des confrontations entre les deux équipes, égalant Johan Cruyff et Henk Groot. Seuls Sjaak Swart (14), Cor van der Gijp (12), Ruud Geels (11) et Jari Litmanen (9) ont marqué plus souvent lors des matchs entre l'Ajax et Feyenoord.

#### Retour à Schalke 04 (2021)
À 37 ans, et après 3 ans et demi du côté de l'Ajax, Klaas-Jan Huntelaar fait cette fois son retour à Schalke 04, club qu'il avait quitté en 2017 pour rejoindre les Lanciers. L'attaquant néerlandais paraphe un contrat de six mois avec les Knappens, chez qui il jouit d'une grande popularité. Il a alors pour dernière mission d’aider un club bien mal en point qui lutte pour son maintien en Bundesliga. Il joue son premier match depuis son retour le 30 janvier 2021, face au Werder Brême. Il entre en jeu à la place de Matthew Hoppe et les deux équipes se neutralisent (1-1).
Le club termine la saison à la dernière place du classement et laisse Huntelaar libre en juin 2021. Il annonce finalement en juillet sa retraite.

### Carrière internationale

#### Équipes de jeunes
Huntelaar a joué dans la coupe du monde des moins de 20 ans pour les Pays-Bas sous la houlette de Louis van Gaal. Il marque 2 buts dans le tournoi mais les Néerlandais sont éliminés en quart de finale par les Égyptiens. Grâce à ses nombreux buts, il est présélectionné pour jouer la coupe du monde 2006 en Allemagne. Malheureusement pour lui, il devra quitter ses partenaires lors de la sélection finale. Ceci ne l'empêche pas de jouer le Championnat d'Europe espoirs 2006 qui se déroule au Portugal. Là-bas aussi, il marque les esprits en étant le meilleur buteur du tournoi avec 4 buts, dont 2 en finale qui rendent la victoire des Pays-Bas beaucoup plus facile sur le score de 3-0 face à l'Ukraine. Il est également élu dans l'équipe type du tournoi. Le buteur de l'Ajax est le meilleur buteur de l'histoire de l'équipe des Pays-Bas espoirs avec 18 buts pour 22 apparitions.

#### Équipe nationale

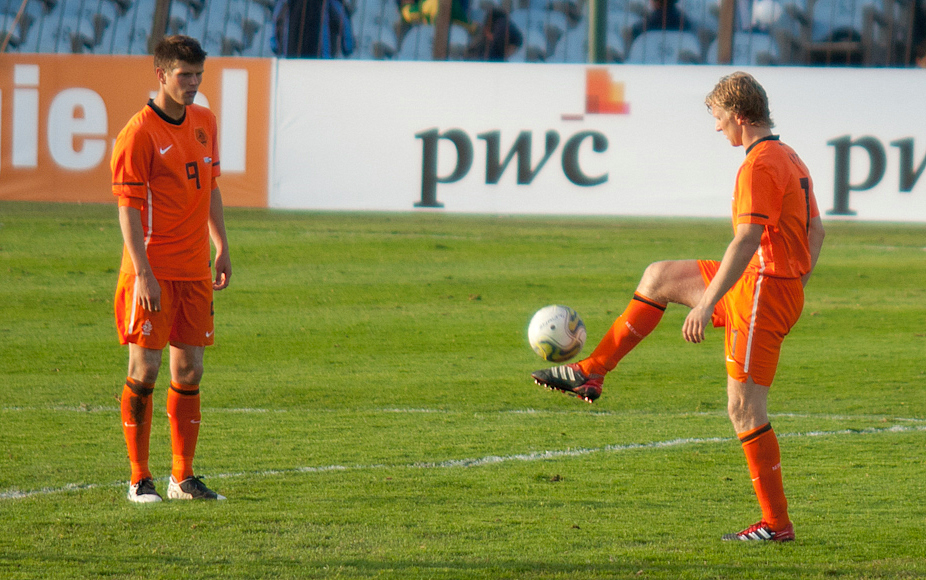
Huntelaar sous le maillot orange en 2011, avec Dirk Kuyt.

Après ses exploits avec l'équipe espoirs, le jeune Huntelaar est promu dans l'équipe des A par Marco van Basten pour un match amical face à l'Irlande. Le résultat est très positif, un doublé, 2 passes décisives pour lui et un record : être le premier joueur néerlandais à marquer un doublé pour sa première sélection depuis 1978 et Dick Nanninga. Le courant passe donc bien entre Huntelaar et Van Basten.
Après avoir été tenu à l'écart pendant plusieurs matchs, il est rappelé dans l'équipe en octobre 2007 pour les matchs comptant pour la qualification pour l'Euro 2008 contre la Roumanie et la Slovénie en raison de la suspension de Ruud van Nistelrooy. Huntelaar est titulaire pour le match face à la Slovénie et marque son premier but dans une compétition internationale (victoire des Pays-Bas 2-0). Le 26 mars 2008 il réalise son deuxième doublé en sélection, contre l'Autriche et contribue ainsi à la victoire de son équipe par quatre buts à trois ce jour-là.
Il est sélectionné pour l'Euro 2008 en Suisse et en Autriche. Il inscrit un but pour sa seule apparition contre la Roumanie (victoire 2-0).
Après la retraite internationale de Van Nistelrooy, il devient le premier choix au poste d'attaquant par le nouvel entraîneur Bert van Marwijk. Il est titulaire pour le second match de qualification pour la Coupe du monde 2010 face à l'Islande en octobre 2008, où les Néerlandais s'imposeront (2-0). Désormais, le compteur but du Néerlandais est bloqué à 14 buts en 25 matchs.
Depuis, il est sélectionné pour la Coupe du monde 2010 en Afrique du Sud. Il participe à la victoire (1-0) contre le Japon et honore sa 33e sélection au Moses Mabhida Stadium. Le 24 juin 2010, il marque son 16e but pour les Pays-Bas contre le Cameroun pour sa 34e cape à la 83e minute, après avoir remplacé le premier buteur Robin van Persie à la 58e minute dans le Green Point Stadium. Le score final sera de (2-1) en faveur des Pays-Bas.
Lors du match comptant pour les éliminatoires de l'Euro 2012, il marque un triplé contre la modeste équipe de Saint-Marin le 3 septembre 2010, puis un doublé en 9 minutes contre la Finlande 4 jours plus tard. Il participe à la Coupe du monde 2014 au Brésil, où il marque un penalty décisif contre le Mexique (94e). Son équipe termine 3e de l'événement.

### Après-carrière
En octobre 2021, Klaas-Jan Huntelaar rejoint le Vitesse Arnhem en tant qu'entraîneur-adjoint de Nicky Hofs auprès des moins de 21 ans du club. En mars 2022, il intègre la direction technique de l'Ajax Amsterdam et en parallèle suit une formation pour obtenir un diplôme d'entraîneur. Initialement en fin de contrat en juin 2023, son contrat est prolongé jusqu'en juin 2027. Le début de saison 2023-2024 de l'Ajax Amsterdam est marqué par de mauvais résultats sportifs qui mènent notamment au licenciement du directeur sportif Sven Mislintat en septembre et une partie de ses attributions revient à Huntelaar. En octobre, celui-ci est atteint de burn-out et quitte temporairement son poste.

## Statistiques

### Statistiques détaillées
| Saison                | Club                  | Championnat           | Championnat | Championnat | Championnat | Coupe(s) nationale(s) | Coupe(s) nationale(s) | Coupe(s) nationale(s) | Supercoupe | Supercoupe | Supercoupe | Compétition(s) continentale(s) | Compétition(s) continentale(s) | Compétition(s) continentale(s) | Compétition(s) continentale(s) | Autres compétitions | Autres compétitions | Autres compétitions | Autres compétitions | Pays-Bas | Pays-Bas | Pays-Bas | Total | Total | Total |
| Saison                | Club                  | Division              | M.          | B.          | P.d.        | M.                    | B.                    | P.d.                  | M.         | B.         | P.d.       | Comp.                          | M.                             | B.                             | P.d.                           | Comp.               | M.                  | B.                  | P.d.                | M.       | B.       | P.d.     | M.    | B.    | P.d.  |
| 2002-2003             | PSV Eindhoven         | D1                    | 1           | 0           | 0           | 0                     | 0                     | 0                     | -          | -          | -          | -                              | -                              | -                              | -                              | -                   | -                   | -                   | -                   | -        | -        | -        | 1     | 0     | 0     |
| Sous-total            | Sous-total            | Sous-total            | 1           | 0           | 0           | 0                     | 0                     | 0                     | -          | -          | -          | -                              | -                              | -                              | -                              | -                   | -                   | -                   | -                   | -        | -        | -        | 1     | 0     | 0     |
| 2003                  | De Graafschap (prêt)  | D1                    | 9           | 0           | 0           | 1                     | 0                     | 0                     | -          | -          | -          | -                              | -                              | -                              | -                              | -                   | -                   | -                   | -                   | -        | -        | -        | 10    | 0     | 0     |
| Sous-total            | Sous-total            | Sous-total            | 9           | 0           | 0           | 1                     | 0                     | 0                     | -          | -          | -          | -                              | -                              | -                              | -                              | -                   | -                   | -                   | -                   | -        | -        | -        | 10    | 0     | 0     |
| 2003-2004             | Alperdoorn            | D2                    | 35          | 26          | 6           | 2                     | 1                     | 0                     | -          | -          | -          | -                              | -                              | -                              | -                              | -                   | -                   | -                   | -                   | -        | -        | -        | 37    | 27    | 6     |
| Sous-total            | Sous-total            | Sous-total            | 35          | 26          | 6           | 2                     | 1                     | 0                     | -          | -          | -          | -                              | -                              | -                              | -                              | -                   | -                   | -                   | -                   | -        | -        | -        | 37    | 27    | 6     |
| 2004-2005             | Heerenveen            | D1                    | 31          | 16          | 2           | 1                     | 0                     | 0                     | -          | -          | -          | C3                             | 7                              | 3                              | 0                              | -                   | -                   | -                   | -                   | -        | -        | -        | 39    | 19    | 2     |
| 2005-2006             | Heerenveen            | D1                    | 15          | 17          | 0           | 1                     | 1                     | 1                     | -          | -          | -          | C3                             | 6                              | 2                              | 0                              | -                   | -                   | -                   | -                   | -        | -        | -        | 22    | 20    | 1     |
| Sous-total            | Sous-total            | Sous-total            | 46          | 33          | 2           | 2                     | 1                     | 1                     | -          | -          | -          | -                              | 13                             | 5                              | 0                              | -                   | -                   | -                   | -                   | -        | -        | -        | 61    | 39    | 3     |
| 2005-2006             | Ajax Amsterdam        | D1                    | 16          | 16          | 3           | 3                     | 5                     | 0                     | -          | -          | -          | C1                             | 2                              | 1                              | 0                              | PO                  | 4                   | 0                   | 2                   | -        | -        | -        | 25    | 22    | 5     |
| 2006-2007             | Ajax Amsterdam        | D1                    | 32          | 21          | 7           | 6                     | 4                     | 1                     | -          | -          | -          | C1+C3                          | 2+7                            | 2+7                            | 0+0                            | PO                  | 4                   | 2                   | 0                   | 8        | 2        | 3        | 59    | 38    | 11    |
| 2007-2008             | Ajax Amsterdam        | D1                    | 34          | 33          | 8           | 2                     | 1                     | 0                     | 1          | 0          | 0          | C1+C3                          | 2+2                            | 0+2                            | 1+1                            | PO                  | 4                   | 2                   | 0                   | 5        | 6        | 1        | 50    | 44    | 11    |
| 2008-2009             | Ajax Amsterdam        | D1                    | 10          | 6           | 1           | 1                     | 1                     | 0                     | -          | -          | -          | C1                             | 4                              | 2                              | 1                              | -                   | -                   | -                   | -                   | 5        | 2        | 0        | 20    | 11    | 2     |
| Sous-total            | Sous-total            | Sous-total            | 92          | 76          | 19          | 12                    | 11                    | 1                     | 1          | 0          | 0          | -                              | 19                             | 14                             | 3                              | -                   | 12                  | 4                   | 2                   | 18       | 10       | 4        | 154   | 115   | 29    |
| 2008-2009             | Real Madrid           | Liga                  | 20          | 8           | 1           | 0                     | 0                     | 0                     | -          | -          | -          | -                              | -                              | -                              | -                              | -                   | -                   | -                   | -                   | 5        | 3        | 1        | 25    | 11    | 2     |
| Sous-total            | Sous-total            | Sous-total            | 20          | 8           | 1           | 0                     | 0                     | 0                     | -          | -          | -          | -                              | -                              | -                              | -                              | -                   | -                   | -                   | -                   | 5        | 3        | 1        | 25    | 11    | 2     |
| 2009-2010             | Milan AC              | Serie A               | 25          | 7           | 0           | 2                     | 0                     | 0                     | -          | -          | -          | C1                             | 3                              | 0                              | 0                              | -                   | -                   | -                   | -                   | 13       | 3        | 0        | 43    | 10    | 0     |
| Sous-total            | Sous-total            | Sous-total            | 25          | 7           | 0           | 2                     | 0                     | 0                     | -          | -          | -          | -                              | 3                              | 0                              | 0                              | -                   | -                   | -                   | -                   | 13       | 3        | 0        | 43    | 10    | 0     |
| 2010-2011             | Schalke 04            | Bundesliga            | 24          | 8           | 1           | 3                     | 2                     | 1                     | -          | -          | -          | C1                             | 8                              | 3                              | 0                              | -                   | -                   | -                   | -                   | 8        | 10       | 2        | 43    | 23    | 4     |
| 2011-2012             | Schalke 04            | Bundesliga            | 32          | 29          | 8           | 3                     | 5                     | 1                     | 1          | 0          | 0          | C3                             | 12                             | 14                             | 1                              | -                   | -                   | -                   | -                   | 12       | 5        | 2        | 60    | 53    | 12    |
| 2012-2013             | Schalke 04            | Bundesliga            | 26          | 10          | 4           | 2                     | 2                     | 0                     | -          | -          | -          | C1                             | 7                              | 4                              | 1                              | -                   | -                   | -                   | -                   | 3        | 3        | 1        | 38    | 19    | 6     |
| 2013-2014             | Schalke 04            | Bundesliga            | 18          | 12          | 0           | 1                     | 1                     | 1                     | -          | -          | -          | C1                             | 2                              | 1                              | 0                              | -                   | -                   | -                   | -                   | 6        | 1        | 1        | 27    | 15    | 2     |
| 2014-2015             | Schalke 04            | Bundesliga            | 28          | 9           | 3           | 1                     | 0                     | 0                     | -          | -          | -          | C1                             | 8                              | 5                              | 0                              | -                   | -                   | -                   | -                   | 8        | 6        | 1        | 45    | 20    | 4     |
| 2015-2016             | Schalke 04            | Bundesliga            | 31          | 12          | 2           | 2                     | 1                     | 0                     | -          | -          | -          | C3                             | 7                              | 3                              | 2                              | -                   | -                   | -                   | -                   | 3        | 1        | 1        | 43    | 17    | 5     |
| 2016-2017             | Schalke 04            | Bundesliga            | 16          | 2           | 0           | 3                     | 2                     | 1                     | -          | -          | -          | C3                             | 5                              | 1                              | 0                              | -                   | -                   | -                   | -                   | -        | -        | -        | 24    | 5     | 1     |
| Sous-total            | Sous-total            | Sous-total            | 175         | 82          | 18          | 15                    | 13                    | 4                     | 1          | 0          | 0          | -                              | 49                             | 31                             | 4                              | -                   | -                   | -                   | -                   | 40       | 26       | 8        | 280   | 152   | 34    |
| 2017-2018             | Ajax Amsterdam        | Eredivisie            | 28          | 13          | 8           | 1                     | 0                     | 0                     | -          | -          | -          | C1+C3                          | 1+2                            | 0+0                            | 0+0                            | -                   | -                   | -                   | -                   | -        | -        | -        | 32    | 13    | 8     |
| 2018-2019             | Ajax Amsterdam        | Eredivisie            | 28          | 16          | 4           | 4                     | 3                     | 1                     | -          | -          | -          | C1                             | 11                             | 4                              | 2                              | -                   | -                   | -                   | -                   | -        | -        | -        | 43    | 23    | 7     |
| 2019-2020             | Ajax Amsterdam        | Eredivisie            | 18          | 9           | 2           | 4                     | 0                     | 0                     | -          | -          | -          | C1+C3                          | 8+2                            | 1+0                            | 1+0                            | -                   | -                   | -                   | -                   | -        | -        | -        | 32    | 10    | 3     |
| 2020-2021             | Ajax Amsterdam        | Eredivisie            | 11          | 7           | 1           | -                     | -                     | -                     | -          | -          | -          | C1                             | 3                              | 0                              | 0                              | -                   | -                   | -                   | -                   | -        | -        | -        | 14    | 7     | 1     |
| Sous-total            | Sous-total            | Sous-total            | 85          | 45          | 15          | 9                     | 3                     | 1                     | -          | -          | -          | -                              | 27                             | 5                              | 3                              | -                   | -                   | -                   | -                   | -        | -        | -        | 121   | 53    | 19    |
| 2020-2021             | Schalke 04            | Bundesliga            | 9           | 2           | 0           | -                     | -                     | -                     | -          | -          | -          | -                              | -                              | -                              | -                              | -                   | -                   | -                   | -                   | -        | -        | -        | 9     | 2     | 0     |
| Sous-total            | Sous-total            | Sous-total            | 9           | 2           | 0           | -                     | -                     | -                     | -          | -          | -          | -                              | -                              | -                              | -                              | -                   | -                   | -                   | -                   | -        | -        | -        | 9     | 2     | 0     |
| Total sur la carrière | Total sur la carrière | Total sur la carrière | 497         | 279         | 61          | 43                    | 29                    | 7                     | 2          | 0          | 0          | -                              | 111                            | 55                             | 10                             | -                   | 12                  | 4                   | 2                   | 76       | 42       | 13       | 741   | 409   | 93    |

## Palmarès

### En club
- PSV Eindhoven :
  - Champion de Eredivisie en 2003.
- Ajax Amsterdam :
  - Champion de Eredivisie en 2019 et 2021.
  - Vainqueur de la KNVB-Beker en 2006, 2007 et 2019.
  - Vainqueur du Johan Cruijff Schaal en 2007 et 2019.
  - Vice-champion de Eredivisie en 2007, 2008 et 2018.
- Real Madrid :
  - Vice-champion de La Liga en 2009.
- Schalke 04 :
  - Vainqueur de la DFB-Pokal en 2011.
  - Vainqueur de la Supercoupe d'Allemagne en 2011.

### En sélection
- Pays-Bas Espoirs :
  - Vainqueur du Championnat d'Europe des Nations Espoirs en 2006.
- Pays-Bas :
  - Finaliste de la Coupe du monde en 2010.
  - 3e de la Coupe du monde en 2014.

#### Buts internationaux
| Buts en sélection de Klaas-Jan Huntelaar | Buts en sélection de Klaas-Jan Huntelaar | Buts en sélection de Klaas-Jan Huntelaar | Buts en sélection de Klaas-Jan Huntelaar | Buts en sélection de Klaas-Jan Huntelaar | Buts en sélection de Klaas-Jan Huntelaar | Buts en sélection de Klaas-Jan Huntelaar |
| #                                        | Date                                     | Lieu                                     | Adversaire                               | Score                                    | Résultats                                | Compétitions                             |
| ---------------------------------------- | ---------------------------------------- | ---------------------------------------- | ---------------------------------------- | ---------------------------------------- | ---------------------------------------- | ---------------------------------------- |
| 1                                        | 16 août 2006                             | Lansdowne Road, Dublin, Irlande          | République d'Irlande                     | 0–1                                      | 4-0                                      | Match amical                             |
| 2                                        | 16 août 2006                             | Lansdowne Road, Dublin, Irlande          | République d'Irlande                     | 0–3                                      | 4-0                                      | Match amical                             |
| 3                                        | 17 octobre 2007                          | Philips Stadion, Eindhoven, Pays-Bas     | Slovénie                                 | 2–0                                      | 2-0                                      | Qualifications Euro 2008                 |
| 4                                        | 6 février 2008                           | Poljud, Split, Croatie                   | Croatie                                  | 0–2                                      | 3-0                                      | Match amical                             |
| 5                                        | 26 mars 2008                             | Ernst Happel Stadion, Vienne, Autriche   | Autriche                                 | 3–1                                      | 4-3                                      | Match amical                             |
| 6                                        | 26 mars 2008                             | Ernst Happel Stadion, Vienne, Autriche   | Autriche                                 | 3–4                                      | 4-3                                      | Match amical                             |
| 7                                        | 24 mai 2008                              | De Kuip, Rotterdam, Pays-Bas             | Ukraine                                  | 2–0                                      | 3-0                                      | Match amical                             |
| 8                                        | 17 juin 2008                             | Stade de Suisse, Bern, Suisse            | Roumanie                                 | 1–0                                      | 2-0                                      | Euro 2008                                |
| 9                                        | 6 septembre 2008                         | Philips Stadion, Eindhoven, Pays-Bas     | Australie                                | 1–0                                      | 1-2                                      | Match amical                             |
| 10                                       | 11 octobre 2008                          | De Kuip, Rotterdam, Pays-Bas             | Islande                                  | 2–0                                      | 2-0                                      | Qualifications Coupe du monde 2010       |
| 11                                       | 11 février 2009                          | Stade du 7-Novembre, Radès, Tunisie      | Tunisie                                  | 0–1                                      | 1-1                                      | Match amical                             |
| 12                                       | 28 mars 2009                             | Amsterdam ArenA, Amsterdam, Pays-Bas     | Écosse                                   | 1–0                                      | 3-0                                      | Qualifications Coupe du monde 2010       |
| 13                                       | 1er avril 2009                           | Amsterdam ArenA, Amsterdam, Pays-Bas     | Macédoine du Nord                        | 2–0                                      | 4-0                                      | Qualifications Coupe du monde 2010       |
| 14                                       | 5 septembre 2009                         | De Grolsch Veste, Pays-Bas               | Japon                                    | 3–0                                      | 3-0                                      | Match amical                             |
| 15                                       | 3 mars 2010                              | Amsterdam ArenA, Amsterdam, Pays-Bas     | États-Unis                               | 2–0                                      | 2-1                                      | Match amical                             |
| 16                                       | 24 juin 2010                             | Cape Town Stadium, Afrique du Sud        | Cameroun                                 | 2–1                                      | 2-1                                      | Coupe du monde 2010                      |
| 17                                       | 3 septembre 2010                         | Stadio Olimpico, Saint-Marin             | Saint-Marin                              | 2–0                                      | 5-0                                      | Qualifications Euro 2012                 |
| 18                                       | 3 septembre 2010                         | Stadio Olimpico, Saint-Marin             | Saint-Marin                              | 3–0                                      | 5-0                                      | Qualifications Euro 2012                 |
| 19                                       | 3 septembre 2010                         | Stadio Olimpico, Saint-Marin             | Saint-Marin                              | 4–0                                      | 5-0                                      | Qualifications Euro 2012                 |
| 20                                       | 7 septembre 2010                         | De Kuip, Rotterdam, Pays-Bas             | Finlande                                 | 1–0                                      | 2-1                                      | Qualifications Euro 2012                 |
| 21                                       | 7 septembre 2010                         | De Kuip, Rotterdam, Pays-Bas             | Finlande                                 | 2–0                                      | 2-1                                      | Qualifications Euro 2012                 |
| 22                                       | 8 octobre 2010                           | Stade Zimbru, Chişinău, Moldavie         | Moldavie                                 | 0–1                                      | 1-0                                      | Qualifications Euro 2012                 |
| 23                                       | 12 octobre 2010                          | Amsterdam ArenA, Amsterdam, Pays-Bas     | Suède                                    | 1–0                                      | 4-1                                      | Qualifications Euro 2012                 |
| 24                                       | 12 octobre 2010                          | Amsterdam ArenA, Amsterdam, Pays-Bas     | Suède                                    | 3–0                                      | 4-1                                      | Qualifications Euro 2012                 |
| 25                                       | 17 novembre 2010                         | Amsterdam ArenA, Amsterdam, Pays-Bas     | Turquie                                  | 1–0                                      | 1-0                                      | Match amical                             |
| 26                                       | 9 février 2011                           | Philips Stadion, Eindhoven, Pays-Bas     | Autriche                                 | 2–0                                      | 3-1                                      | Match amical                             |
| 27                                       | 2 septembre 2011                         | Philips Stadion, Eindhoven, Pays-Bas     | Saint-Marin                              | 5–0                                      | 11-0                                     | Qualifications Euro 2012                 |
| 28                                       | 2 septembre 2011                         | Philips Stadion, Eindhoven, Pays-Bas     | Saint-Marin                              | 8–0                                      | 11-0                                     | Qualifications Euro 2012                 |
| 29                                       | 7 octobre 2011                           | De Kuip, Rotterdam, Pays-Bas             | Moldavie                                 | 1–0                                      | 1-0                                      | Qualifications Euro 2012                 |
| 30                                       | 11 octobre 2011                          | Råsunda, Solna, Suède                    | Suède                                    | 1–1                                      | 2-3                                      | Qualifications Euro 2012                 |
| 31                                       | 29 février 2012                          | Wembley Stadium, Londres, Angleterre     | Angleterre                               | 0–2                                      | 3-2                                      | Match amical                             |
| 32                                       | 15 août 2012                             | Stade Roi Baudouin, Bruxelles, Belgique  | Belgique                                 | 1-2                                      | 2-4                                      | Match amical                             |
| 33                                       | 12 septembre 2012                        | Stade Ferenc Puskas, Budapest, Hongrie   | Hongrie                                  | 1-4                                      | 4-1                                      | Éliminatoires de la Coupe du monde 2014  |
| 34                                       | 12 octobre 2012                          | De Kuip, Rotterdam, Pays-Bas             | Andorre                                  | 2-0                                      | 3-0                                      | Éliminatoires de la Coupe du monde 2014  |
| 35                                       | 29 juin 2014                             | Estádio Castelão, Fortaleza, Brésil      | Mexique                                  | 2-1                                      | 2-1                                      | Coupe du monde 2014                      |
| 36                                       | 10 octobre 2014                          | Amsterdam ArenA, Amsterdam, Pays-Bas     | Kazakhstan                               | 1-1                                      | 3-1                                      | Éliminatoires Euro 2016                  |
| 37                                       | 16 novembre 2014                         | Amsterdam ArenA, Amsterdam, Pays-Bas     | Lettonie                                 | 3-0                                      | 6-0                                      | Éliminatoires Euro 2016                  |
| 38                                       | 16 novembre 2014                         | Amsterdam ArenA, Amsterdam, Pays-Bas     | Lettonie                                 | 6-0                                      | 6-0                                      | Éliminatoires Euro 2016                  |
| 39                                       | 28 mars 2015                             | Amsterdam ArenA, Amsterdam, Pays-Bas     | Turquie                                  | 1-1                                      | 1-1                                      | Éliminatoires Euro 2016                  |
| 40                                       | 5 juin 2015                              | Amsterdam ArenA, Amsterdam, Pays-Bas     | États-Unis                               | 1-0                                      | 3-4                                      | Match amical                             |
| 41                                       | 5 juin 2015                              | Amsterdam ArenA, Amsterdam, Pays-Bas     | États-Unis                               | 2-1                                      | 3-4                                      | Match amical                             |
| 42                                       | 13 octobre 2015                          | Amsterdam ArenA, Amsterdam, Pays-Bas     | Tchéquie                                 | 1-3                                      | 2-3                                      | Éliminatoires Euro 2016                  |

### Distinctions individuelles
- Élu Talent des Pays-Bas de l'année en 2006 et en 2007
- Meilleur buteur du Championnat des Pays-Bas de D2 en 2004 (26 buts)
- Meilleur buteur du Championnat des Pays-Bas en 2006 (33 buts) et en 2008 (34 buts)
- Meilleur buteur du Championnat d'Allemagne en 2012 (29 buts)
- Meilleur buteur des Éliminatoires de l'Euro 2012 (12 buts)
- Meilleur buteur du Championnat d'Europe des Nations Espoirs en 2006 (4 buts)
- Meilleur buteur de l'équipe des Pays-Bas Espoirs (18 buts)
- Meilleur buteur mondial de l'année de première division en 2006